# لوتشيانو فيديريتشي
لوتشيانو فيديريتشي ( 16 ايار 1938 - 18 اذار2020) كان لاعب كرة قدم إيطالي محترف. لعب في جميع الدوريات الإيطالية الثلاث الكبرى، بما في ذلك كاراريس ، وكوزنسا ، وبيزا. في 18 مارس 2020، توفي فيديريتشي بسبب فيروس كورونا المستجد ، وسط انتشار الوباء في إيطاليا و في العالم.

## روابط خارجية
- لوتشيانو فيديريتشي في موقع كرة القدم العالمية.نت